# 火箭发动机喷管

渐缩渐阔喷管，颜色从绿到红显示流速近似增长趋势

火箭发动机喷管是用于火箭发动机的一种（通常是渐缩渐阔喷管）推力喷管。它用于膨胀并加速由燃烧室燃烧推进产生的燃气，使之达到超高音速。

## 历史
渐缩渐阔喷管最初是由现代火箭之父罗伯特·戈达德发明并用于早期火箭。后来，几乎所有火箭发动机都采用这种理念，包括瓦尔特·蒂尔为德国制造的V2火箭。

### 大气层内使用
用于大气层内的火箭发动机的最佳设计，就是喷管出口压力等于随高度降低的围压。而火箭从地球发射到地球轨道，简单的喷管设计只能保证在某一高度最优工作，因此损失效率和推进剂。  
喷管出口压力高于围压，则称喷管“不完全膨胀”，如果出口压力低于围压，则称喷管“过度膨胀”。轻微的过度膨胀导致轻微效率损失，但无害。如果喷射压力近似等于围压的40%，则会产生“流动分离”，这将带来喷流不稳定性，损伤喷管。轻者造成运载器速度难以控制。
大多数情况下，出于可靠性和安全性的考虑，火箭发动机在地面点火並一直工作到入轨，那么最佳压力就等于围压。但如果火箭离地时推力主要来自助推器，则发动机会采用过度膨胀喷管。RS-25就采用这种技术。

### 真空使用
若发动机用于真空或极高海拔，则不可能设计出满足围压的喷管，具有更大面积比的喷管效率更高。但是极长的喷管更重，对整体性能的影响也更显著。而且，随着废气温度在喷管处不断降低，废气中某些成分（如氢氧推进剂产生水蒸气）会在喷管处液化甚至冻结。这是设计时需要避免的。
磁力喷管计划用于某些类型推进器（如VASIMR）。磁场代替可融化的固体喷管壁控制等离子或离子流。因此等离子温度可高达数百万开。但是这种设计的线圈部分存在热力学难题，尤其是使用超导线圈来成型喉部和膨胀部分。

## 喷管气流分析
喷管气流分析涉及一些概念和假设：
- 简单起见，燃烧气体假定为理想气体。

渐缩渐阔喷管，展示流速(v)在流动方向上增大，温度(t)和压力(p)降低。马赫数(M)从亚音速，音速，增长到超音速。

- 气流是等熵的，无摩擦的，且绝热（有少量或没有热损失）
- 气流在推进剂燃烧过程中稳定。
- 气流从进口到出口沿直线流动。
- 气流可压缩。

燃烧废气进入喷管，以亚音速前进。喷管喉部收缩迫使废气加速，在喉部最细处线性速度达到音速。喉部之后喷管渐阔，废气速度增大到超音速。废气在出口处的线性速度可以用以下公式计算。
{\displaystyle V_{e}={\sqrt {\;{\frac {T\;R}{M}}\cdot {\frac {2\;k}{k-1}}\cdot {\bigg [}1-(P_{e}/P)^{(k-1)/k}{\bigg ]}}}}
| 此处:                 |                                          |
| {\displaystyle V_{e}} | = 喷管出口排气速度， m/s                 |
| {\displaystyle T}     | = 入口气体的热力学温度, K                |
| {\displaystyle R}     | = 通用气体常数 = 8314.5 J/(kmol·K)       |
| {\displaystyle M}     | = 气体分子质量, kg/kmol (也称分子量)     |
| {\displaystyle k}     | = {\displaystyle c_{p}/c_{v}} = 绝热指数 |
| {\displaystyle c_{p}} | = 气体在恒压下的比热                     |
| {\displaystyle c_{v}} | = 气体恒容比热                           |
| {\displaystyle P_{e}} | = 出口气体绝对压力 Pa                    |
| {\displaystyle P}     | = 入口气体绝对压力, Pa                   |

废气出口速度Ve根据火箭发动机推进剂不同有所变化，以下是一些典型出口速度：
- 1.7 to 2.9 km/s (3800 to 6500 mi/h) 液体单组元推进剂
- 2.9 to 4.5 km/s (6500 to 10100 mi/h) 液体双元推进剂
- 2.1 to 3.2 km/s (4700 to 7200 mi/h) 固体推进剂

由于方程基于理想气体的假设，Ve有时也指“理想废气速度”。 
示例：假设推进剂燃烧产生的废气进入喷管的绝对压力P = 7.0 MPa 出口绝对压力Pe = 0.1 MPa; 热力学温度T = 3500 K; 等熵膨胀系数k = 1.22 分子质量M = 22 kg/kmol。代入方程得排气速度Ve = 2802 m/s 或 2.80 km/s 。与上述平均水平一致。

## 比冲
推力由推进系统产生，由于牛顿第三定律，气体或工质加速射出火箭尾部，火箭向相反方向加速。火箭的推力定义如下：
| {\displaystyle F} | {\displaystyle =\,{\dot {m}}\,V_{e}+(P_{e}-P_{o})\,A_{e}}                                                     |
|                   | {\displaystyle =\,{\dot {m}}\,{\bigg [}V_{e}+{\bigg (}{\frac {P_{e}-P_{o}}{\dot {m}}}{\bigg )}A_{e}{\bigg ]}} |
对于最佳膨胀喷管，可化简：
| {\displaystyle F} | {\displaystyle =\,{\dot {m}}\,V_{eq}} |
比冲（{\displaystyle I_{sp}}）是推力量与推进剂流重量的比值，是衡量火箭发动机推进剂利用效率的参数，可由以下公式计算：
{\displaystyle I_{sp}=\,{\frac {F}{{\dot {m}}\,g_{o}}}\,=\,{\frac {{\dot {m}}\,V_{eq}}{{\dot {m}}\,g_{o}}}\,=\,{\frac {V_{eq}}{g_{o}}}}
| 此处:                      |                                   |
| {\displaystyle F}          | = 火箭发动机总推力, N             |
| {\displaystyle {\dot {m}}} | = 废气质量量率, kg/s              |
| {\displaystyle V_{e}}      | = 废气出口速度, m/s               |
| {\displaystyle P_{e}}      | = 废气出口压力, Pa                |
| {\displaystyle P_{o}}      | = 外部压力, Pa （也称自由流压力） |
| {\displaystyle A_{e}}      | = 喷管出口面积, m²                |
| {\displaystyle V_{eq}}     | = 废气出口有效速度, m/s           |
| {\displaystyle I_{sp}}     | = 比冲, s                         |
| {\displaystyle g_{o}}      | = 海平面重力加速度 = 9.807 m/s²   |
某些情况下{\displaystyle P_{e}}等于{\displaystyle P_{o}}，则：
{\displaystyle I_{sp}=\,{\frac {F}{{\dot {m}}\,g_{o}}}\,=\,{\frac {{\dot {m}}\,V_{e}}{{\dot {m}}\,g_{o}}}\,=\,{\frac {V_{e}}{g_{o}}}}
如果发动机喷管{\displaystyle P_{e}}与{\displaystyle {\dot {m}}}成比例，则需要定义一个常数，即真空{\displaystyle I_{sp}(vac)}等于：
{\displaystyle I_{sp}(vac)=\,{\frac {V_{e}}{g_{o}}}+{\frac {P_{e}\,A_{e}}{{\dot {m}}\,g_{o}}}}
因此：
{\displaystyle F=I_{sp}(vac)\,g_{o}\,{\dot {m}}-A_{e}P_{o}}
既是真空推力减去作用于出口的围压。本质上，作用于发动机的围压大部分都是无效的，有效压力反向作用于出口平面，而废气喷流产生向前的推力。

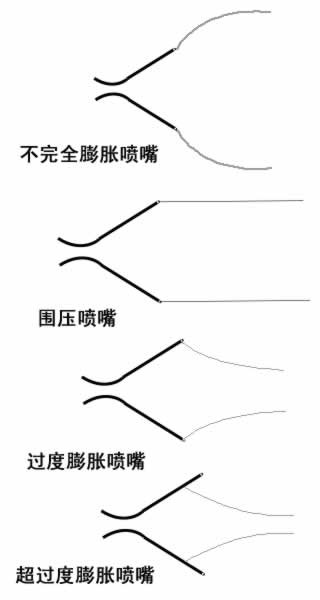
喷管可以是完全膨胀，围压或过度膨胀。不完全或过度膨胀都会损失效率，超过度膨胀损失的效率较少，但尾气流不稳定。

## 空气静力学反压和最佳膨胀
废气流经喷管的膨胀部分，压力和温度降低而速度增加。由于废气流的超音速特征，使得其压力可以与围压有显著区别，即由于喷流的极高速度，外围空气不能补偿上游压力，所以喷管的出口废气可以极其低于或高于围压。如果出口压力过低，则可能造成喷流与喷管分离，进而导致不稳定并逐渐产生偏轴推力，对喷管造成机械损伤。
分离过程在出口压力大约为围压的30--40%时发生，但如果将喷管设计为可以增加边缘压力，则此过程可以延缓至出口压力极低，SSME采用这种技术。(1-2 psi 对应15 psi围压)
当发动机启动或刹车时，室压产生变化。低室压时发动机不可避免地发生超过度膨胀。

## 最佳形状
膨胀废气转换为线性速度的效率主要由喷管喉部最窄处面积与出口平面面积之比决定。废气速度进而影响推力。（气体的性质也有影响）因此喷管的外形设计必须谨慎考虑。最简单的喷管外形呈向内约12度的圆锥，转换效率约97%。减小角度可略微提高效率，而增加角度效率降低。
通常使用更复杂的回转体，如钟形喷管或抛物线形喷管，可比普通锥形喷管效率高约1%，但更短更轻。这类形状的喷管用于运载器发射，因为重量是重要指标。但由于形体复杂难以制造，成本也更高。
理论上存在可以达到最大废气速度的最佳喷管外形，但钟形喷管却广泛使用。因为它能带来更佳的整体性能，更轻更短，低阻力。
其他因素也对效率有影响，如喉部需十分圆滑，通向喉部的收缩角度也有轻微影响。

## 先进设计
一些更复杂的设计方案可以按它们实现高度补偿的方法分类：
有大气边界的喷管包括：
- 膨胀偏离喷管[9],
- 塞形喷管
- 瓦形喷管[9] [10].

上述设计方案都使超音速流通过膨胀或收缩来适应围压，因此改变出口比以达到（或接近）对应高度的最佳出口压力。塞形喷管和瓦形喷管都采用径向流设计，但塞形喷管使用固体中心体而瓦形喷管使用气体“基础泄露效应”模拟固体中心体。膨胀偏离喷管采用径向外流设计，射流经过中心轴实现偏离。
可控制流动分离喷管包括：
- 扩散式喷管
- 带可移除嵌入物的钟形喷管
- 阶状喷管或双钟形喷管[11].

上述设计都与钟形喷管非常类似，但增加了可以围压降低调节出口面积比的机械装置。
双模式喷管包括：
- 双膨胀
- 双喉部喷管

两种设计或有双喉部，或有双推力室（各自对应一个喉部）。中央喉部采用标准设计，被环形喉部环绕。流经环形喉部废气来自同一个（双喉部）或独立（双膨胀）推力室。两个喉部的废气都排进钟形喷管。在高空围压较低，中央喉部关闭减少喉部面积，进而提高喷管面积比。两种设计都增加了复杂度，但带来好处是两个推力室可以使用两套推进剂系统或采用不同推进剂混合比。
单膨胀斜面喷管（SERN）是一种线性膨胀喷管，气体被送到一侧工作，可称之为单面瓦形喷管。